# Коксарайське водосховище
Коксарайське водосховище (каз. Көксарай су қоймасы) -  водосховище, розташоване на території Південно-Казахстанської області Казахстану , праворуч від річища Сирдар'ї за 160 км нижче Шардаринського водосховища. Побудовано в 2008 - 2011 роках. Здійснює сезонне регулювання стоку для іригації і захисту від повеней. Є контррегулятором для Шардаринської ГЕС.

## Опис
Контррегулятор побудований на території сільських округів Акдала і Задар'я Арисського району Південно-Казахстанської області, за 160 км нижче Шардаринського водосховища по річці Сирдар'я, на південь від селища Коксарай. Проектний об'єм водосховища - 3 млрд м³, площа акваторії - 467,5 км², витрата руслової бетонної дамби - 1800 м³/с, пропускна здатність каналу що підводить завдовжки 16 км - 500 м³/с. Гребля водосховища має довжину 44,7 км, середню висоту - 7,7 м, відвідний канал завдовжки 10,2 км із пропускною здатністю 500 м³/с.

## Історія

Коксарайське водосховище: наповнене вдсх. — 15 квітня 2012 р і пусте вдсх. 14 серпня 2012р

Необхідність будівництва було обумовлено гострими економічними розбіжностями між Киргизстаном, Узбекистаном і Казахстаном при використанні водних ресурсів Сирдар'ї.
У літні поливні сезони води у Шардаринському водосховищі і що витікає з нього річка Сирдар'їя як правило, не вистачає (вона перехоплюється на полив полів вище розташованими по річці Узбекистаном і Таджикистаном) і сотні гектарів полів у південному Казахстані не оброблюються або є вкрай неврожайними. Киргизстан з 1993 року перейшов з іригаційно-енергетичного режиму пропуску води з Токтогульського водосховища (19,5 км³) на річці Нарин на енергетичний режим і взимку скидає вже 55% (замість 25%) річного збору води, щоб забезпечувати себе електроенергією Токтогульської ГЕС взимку. Незатребувана в цей період для поливу вода переповнювала Шардаринське водосховище (5,7 км³), погрожуючи розмивом греблі. Якщо скидати всі надлишки цієї води в Сирдар'ю, це неминуче призведе до затоплення Кизилорди і селищ нижче за течією річки. Починаючи з грандіозного паводку 1969 року надлишки води (відразу 21 км ³ за один цей рік!) За розпорядженням Москви стали скидати з Шардара в сусіднє безстічне озеро Айдаркуль в Арнасайській западині на території Узбецької РСР. У 2005 році його об'єм досяг 44,3 км³ води і воно вже переповнилося. Казахстану тепер щоразу потрібен дозвіл Узбекистану на екстрений спуск води в Айдаркуль при повенях. Неодноразові спроби домовитися між цими трьома країнами до результату не привели, Угода між Урядом Республіки Казахстан, Урядом Киргизької Республіки і Урядом Республіки Узбекистан про використання водно-енергетичних ресурсів басейну річки Сирдар'я від 17 березня 1998 року  не виконується.
Навесні 2008 року черговим повінню у Південно-Казахстанській області було зруйновано понад 3 тисячі будинків і соціальних об'єктів, що спричинило за собою витрати держави на суму в 130 млн доларів. Це нарешті змусило Казахстан зайнятися проектом контррегулятора.
Будівництво водосховища було розпочато в тому ж 2008 році Основний обсяг робіт було завершено в 2010 році
Вже навесні 2010 року водосховище наповнювалося на одну третину об'єму.
На початку 2011 року контррегулятор прийняв свої перші 2 км ³ води і позбавив південь Казахстану від небажаних паводків. Зібрані в небезпечний період надлишки води в іригаційний період були рівномірно спущені вниз по руслу Сирдар'ї. Що дозволило поповнити запаси води в пересихаючому Аралі. Взимку 2011-2012 років приплив по Сирдар'ї становив 1200-1500 м³/с. До кінця березня в контррегуляторі було накопичено 3,1 км³ води, що дозволило захистити 51 селище від повені і запасти воду для літнього пропуску по Сирдар'ї до Малого Аралу Але через великий приплив за січень-березень 2012 року Коксарайський контррегулятор зміг акумулювати лише половину попусків Шардаринського водосховища, через що було порушено питання про необхідність будівництва водосховища в Огузсайській западині .
Наповнення: у 2010 - 2013 роках в чаші Коксарайського водосховища акумульовано понад 9 км³ води річки Сирдар'я, в тому числі в 2010 році - 0,91 км³, в 2011 році - 2,30 км³, в 2012 році - 3,14 км³, в 2013 році - 3,02 км³.